# Schwarzenborn, Hessen
Schwarzenborn är en stad i Schwalm-Eder-Kreis i Regierungsbezirk Kassel i förbundslandet Hessen i Tyskland.
Den tidigare kommunen Grebenhagen uppgick i Schwarzenborn 1 januari 1974.